# The Day That Never Comes
The Day That Never Comes (engl. für: „Der Tag, der niemals kommt“) ist ein Lied der US-amerikanischen Metal-Band Metallica, die vierzigste Single der Band und die erste aus dem 2008 erschienenen Studio-Album Death Magnetic. The Day That Never Comes wurde für das Radio und als Download am 21. August 2008 veröffentlicht.

## Musikstil
Wie viele der vorherigen Balladen und langsamen Lieder von Metallica, ist dies das vierte Stück des Albums. Das Intro beginnt mit cleanen Gitarren, welche auch die Strophen dominieren, während der Refrain von verzerrten Gitarren begleitet wird. Das Tempo beschleunigt sich und das Lied geht schrittweise zu schnellem Gitarrenspiel und in ein langes Solo von Kirk Hammett über; ein Aufbau, der mit dem von One und Fade to Black vergleichbar ist. Das Ende des Liedes ist, wie die zuvor erwähnten Balladen, rein instrumental mit zahlreichen Melodiebögen, einem Solo und Akkord-Progressionen.

## Titelliste
Digital/CD-Single
1. The Day That Never Comes – 7:56
2. No Remorse (Live) – 5:33

Radio-Single
1. The Day That Never Comes (Radio Version) – 3:37

## Musikvideo
Ein Musikvideo für den Song wurde in der Wüste außerhalb von Los Angeles, Kalifornien am 31. Juli 2008 unter der Leitung des dänischen Filmemachers Thomas Vinterberg gedreht. Premiere war auf der offiziellen Seite der Band am 1. September 2008 um Mitternacht.
Das Video zeigt zwei Erlebnisse eines Soldaten des United States Marine Corps im Auslandseinsatz.
Zuerst wird der fahrende Humvee des Marines durch eine Explosion gestoppt. Nachdem die Besatzung in Deckung gegangen ist und nach Angreifern sucht, bemerkt einer von ihnen, dass er verletzt wurde. Der Protagonist leistet erste Hilfe und fordert Verstärkung an. Während der Verletzte schließlich mit einem Hubschrauber in Sicherheit gebracht wird, wird angedeutet, dass es möglicherweise sein letzter Flug sein wird.
Das Video leitet im Folgenden auf eine ähnliche Situation über, in der der Soldat mit weiteren Kameraden wieder mit einem Fahrzeug unterwegs ist, und von einem Zivilisten angehalten wird. Dieser wirbelt mit einem Überbrückungskabel in der Luft herum, um anzudeuten, dass sein Yugo nicht ohne Hilfe startet. Die Soldaten vermuten einen Hinterhalt, umzingeln das Auto des Hilfesuchenden und sichern die Situation. Besonders herausgehoben wird die Verunsicherung des Hauptdarstellers, der bereits die erste Situation erlebt hat.
Die Marines entdecken im Auto eine Frau und fordern sie auf, auszusteigen. Die mit einer Burka bekleidete Frau steigt aus und geht auf den Soldaten zu, der nun eine schnelle Gefahren-Einschätzung treffen muss. Er entscheidet sich, sein Gewehr zu senken, und befiehlt seinen Kameraden, das Gleiche zu tun. Die Amerikaner helfen dem Mann schließlich, das Auto zu starten und der Hauptdarsteller starrt in den Himmel.

## Mitwirkende
- James Hetfield – Vocals, Gitarre
- Kirk Hammett – Gitarre
- Robert Trujillo – Bass
- Lars Ulrich – Schlagzeug
- Rick Rubin – Produzent
- Ted Jensen – Mastering
- Greg Fidelman – Mischen
- Thomas Vinterberg – Musikvideo-Regisseur

## Kommerzieller Erfolg

### Chartplatzierungen
| ChartsChartplatzierungen       | Höchstplatzierung | Wochen |
| ------------------------------ | ----------------- | ------ |
| Österreich (Ö3)                | 25 (9 Wo.)        | 9      |
| Schweiz (IFPI)                 | 32 (6 Wo.)        | 6      |
| Vereinigte Staaten (Billboard) | 31 (10 Wo.)       | 10     |
| Vereinigtes Königreich (OCC)   | 19 (6 Wo.)        | 6      |

### Auszeichnungen für Musikverkäufe
| Land/Region               | Auszeichnungen für Musikverkäufe (Land/Region, Auszeichnung, Verkäufe) | Verkäufe |
| ------------------------- | ---------------------------------------------------------------------- | -------- |
| Australien (ARIA)         | Gold                                                                   | 35.000   |
| Neuseeland (RMNZ)         | Gold                                                                   | 15.000   |
| Vereinigte Staaten (RIAA) | Gold                                                                   | 500.000  |
| Insgesamt                 | 3× Gold ·                                                              | 550.000  |

Hauptartikel: Metallica/Auszeichnungen für Musikverkäufe